# Portretul ecvestru al lui Filip al III-lea
Portretul ecvestru al lui Filip al III-lea este o pictură realizată în ulei pe pânză de către artistul spaniol Diego Velázquez în perioada 1634-1635. Aceasta este un portret ecvestru al lui Filip al III-lea realizat la câțiva ani după moartea regelui ca parte a unei serii de portrete ecvestre pentru Salonul Regatelor, inițial o aripă a Palatului Buen Retiro din Madrid (o serie care a inclus pictura nepotului său, prințul Baltasar Carlos, precum și a fiului său Filip al IV-lea). Acum se află în muzeul Prado din Madrid.
Portretul a fost comandat de fiul lui Filip al III-lea, Filip al IV-lea. Se crede că atelierul artistului a adus o contribuție semnificativă picturii.